# Farshad Janfaza
Farshad Janfaza (tiếng Ba Tư: فرشاد جانفزا) là một tiền đạo bóng đá người Iran hiện tại thi đấu cho câu lạc bộ Iran Foolad ở Persian Gulf Pro League.

## Sự nghiệp câu lạc bộ
Janfaza bắt đầu sự nghiệp với Foolad từ các cấp độ trẻ. Anh chuyển đến Foolad Novin năm 2014. Anh đá chính thường xuyên trong việc lên chơi tại Persian Gulf Pro League năm 2015. Vào mùa hè năm 2015, anh gia nhập Esteghlal Khuzestan.

## Thống kê sự nghiệp câu lạc bộ
Tính đến 30 tháng 7 năm 2015.
| Câu lạc bộ          | Hạng đấu            | Mùa giải            | Giải vô địch | Giải vô địch | Cúp Hazfi | Cúp Hazfi | Châu Á  | Châu Á    | Tổng    | Tổng      |
| Câu lạc bộ          | Hạng đấu            | Mùa giải            | Số trận      | Bàn thắng    | Số trận   | Bàn thắng | Số trận | Bàn thắng | Số trận | Bàn thắng |
| ------------------- | ------------------- | ------------------- | ------------ | ------------ | --------- | --------- | ------- | --------- | ------- | --------- |
| Foolad Novin        | Hạng đấu 1          | 2014–15             | 15           | 3            | 0         | 0         | –       | –         | 15      | 3         |
| Esteghlal Khuzestan | Pro League          | 2015–16             | 11           | 2            | 1         | 0         | –       | –         | 12      | 2         |
| Tổng cộng sự nghiệp | Tổng cộng sự nghiệp | Tổng cộng sự nghiệp | 27           | 5            | 1         | 0         | 0       | 0         | 28      | 5         |

## Danh hiệu

### Câu lạc bộ
Foolad Novin
- Azadegan League (1): 2014–15

Esteghlal Khuzestan
- Iran Pro League (1): 2015–16
- Á quân Siêu cúp bóng đá Iran: 2016